# Вайхель, Даниэль
Даниэ́ль Ва́йхель (нем. Daniel Weichel; 22 ноября 1984, Михельштадт) — немецкий боец смешанного стиля, выступает на профессиональном уровне начиная с 2002 года. Известен по боям на турнирах таких организаций как Shooto, M-1 Global, Bellator. Владел титулом чемпиона M-1 в лёгкой весовой категории, победитель десятого сезона гран-при Bellator в полулёгком весе.

## Биография
Даниэль Вайхель родился 22 ноября 1984 года в городе Михельштадте, федеральная земля Гессен. В возрасте четырнадцати лет начал заниматься традиционным японским джиу-джитсу, год спустя переключился на более популярное бразильское джиу-джитсу. С семнадцати лет осваивал различные виды других единоборств, в том числе бокс, тайский бокс, вольную и греко-римскую борьбу.
В 2002 году Вайхель дебютировал в профессиональных боях по смешанным правилам, в течение последующих лет с попеременным успехом дрался в различных европейских промоушенах. В 2006 году одержал победу над знаменитым соотечественником Деннисом Зифером, проведя удушающий приём сзади, но «гильотиной» проиграл бразильцу Тиагу Таварису. Ещё одно поражение потерпел в марте 2007 года от англичанина Пола Дейли, пропустив сильный удар коленом в голову.
Начиная с 2008 года Вайхель участвовал в турнирах такой крупной организации как M-1 Global, победил здесь многих крепких бойцов, в том числе считавшихся фаворитами Юрия Ивлева и Магомедрасула Хасбулаева. Благодаря череде удачных выступлений удостоился права оспорить титул чемпиона M-1 Challenge в лёгком весе, который на тот момент принадлежал американцу Хосе Фигероа. Уже в первом же раунде он нокаутировал Фигероа и стал таким образом новым чемпионом организации.
Тем не менее, чемпионство Вайхеля продлилось не долго, в июне 2012 года он проводил защиту против россиянина Мусы Хаманаева и потерпел поражение в результате болевого приёма на ахиллово сухожилие. Впоследствии провёл в M-1 ещё три поединка, во всех трёх был победителем, в том числе поймал в «треугольник» и задушил опытного беларуса Артёма Дамковского. На этом его отношения с организацией прекратились.
В 2014 году Вайхель подписал контракт с престижным американским промоушеном Bellator и принял участие в десятом сезоне гран-при полулёгкого веса, где последовательно разобрался со Скоттом Клеве, Мэттом Бессеттом и Десмондом Грином в четвертьфинале, полуфинале и финале соответственно. В феврале 2015 года раздельным решением судей победил Пэта Каррена. Является одним из основных претендентов на чемпионский титул.

## Статистика ММА (39-9)
| Результат | Рекорд | Соперник                   | Способ                                | Турнир                                           | Дата             | Раунд | Время | Место                     | Примечание |
| --------- | ------ | -------------------------- | ------------------------------------- | ------------------------------------------------ | ---------------- | ----- | ----- | ------------------------- | ---------- |
| Победа    | 39-9   | Джон Тейшейра да Консейсау | Раздельное решение судей              | Bellator 177                                     | 14 апреля 2017   | 3     | 5:00  | Будапешт, Венгрия         |            |
| Победа    | 38-9   | Брайан Мур                 | Удушающий приём «треугольник» руками  | Bellator 169                                     | 16 декабря 2016  | 1     | 4:44  | Дублин, Ирландия          |            |
| Победа    | 37-9   | Эммануэль Санчес           | Раздельное решение судей              | Bellator 159                                     | 22 июля 2016     | 3     | 5:00  | Канзас, США               |            |
| Победа    | 36-9   | Георгий Караханян          | Единогласное решение судей            | Bellator 147                                     | 4 декабря 2015   | 3     | 5:00  | Сан-Хосе, США             |            |
| Поражение | 35-9   | Патрисиу Фрейре            | KO (удар рукой)                       | Bellator 138                                     | 19 июня 2015     | 2     | 0:32  | Сент-Луис, США            |            |
| Победа    | 35-8   | Пэт Каррен                 | Раздельное решение судей              | Bellator 133                                     | 13 февраля 2015  | 3     | 5:00  | Фресно, США               |            |
| Победа    | 34-8   | Десмонд Грин               | Удушение сзади                        | Bellator 119 (финал)                             | 9 мая 2014       | 2     | 2:07  | Рама, Канада              |            |
| Победа    | 33-8   | Мэтт Бессетт               | Единогласное решение судей            | Bellator 114 (полуфинал)                         | 28 марта 2014    | 3     | 5:00  | Вест-Вэлли-Сити, США      |            |
| Победа    | 32-8   | Скотт Клеве                | Удушение сзади                        | Bellator 110 (четвертьфинал)                     | 28 февраля 2014  | 1     | 3:46  | Монтвилл, США             |            |
| Победа    | 31-8   | Артём Дамковский           | Удушающий приём «треугольник» руками  | M-1 Challenge 37: Хаманаев против Пухакки        | 27 февраля 2013  | 2     | 4:24  | Оренбург, Россия          |            |
| Победа    | 30-8   | Георгий Стоянов            | Удушение сзади                        | M-1 Challenge 36: Противостояние в Мытищах       | 8 декабря 2012   | 2     | 2:24  | Мытищи, Россия            |            |
| Победа    | 29-8   | Семён Тырля                | Удушение сзади                        | Respect Fighting Championship 8                  | 22 сентября 2012 | 1     | 3:40  | Вупперталь, Германия      |            |
| Поражение | 28-8   | Муса Хаманаев              | Болевой приём скручивание пятки       | M-1 Global: Фёдор против Риззу (защита титула)   | 21 июня 2012     | 1     | 1:48  | Санкт-Петербург, Россия   |            |
| Победа    | 28-7   | Хосе Фигероа               | Нокаут ударами руками                 | M-1 Global: Фёдор против Монсона (титульный бой) | 20 ноября 2011   | 1     | 1:50  | Москва, Россия            |            |
| Победа    | 27-7   | Бо Бейкер                  | Единогласное решение судей            | M-1 Challenge 26: Гарнер против Беннетта 2       | 8 июля 2011      | 3     | 5:00  | Коста-Меса, США           |            |
| Победа    | 26-7   | Магомедрасул Хасбулаев     | Техническая сдача «треугольник»       | M-1 Challenge 23: Гурам против Гришина           | 5 марта 2011     | 1     | 3:26  | Москва, Россия            |            |
| Победа    | 25-7   | Юрий Ивлев                 | Технический нокаут (остановка врачом) | M-1 Challenge 21: Гурам против Гарнера           | 28 октября 2010  | 3     | 2:24  | Санкт-Петербург, Россия   |            |
| Победа    | 24-7   | Автандил Шошиашвили        | Удушение сзади                        | Fight Night Merseburg 3                          | 29 августа 2010  | 1     | 4:20  | Шпергау, Германия         |            |
| Поражение | 23-7   | Роб Синклер                | Технический нокаут ударами руками     | BAMMA 3                                          | 15 мая 2010      | 1     | 4:03  | Бирмингем, Англия         |            |
| Победа    | 23-6   | Виктор Куку                | Удушение сзади                        | TFS: Mix Fight Gala IX                           | 5 декабря 2009   | 1     | 2:57  | Дармштадт, Германия       |            |
| Победа    | 22-6   | Иван Мусардо               | Единогласное решение судей            | Shooto: Switzerland 6                            | 19 сентября 2009 | 3     | 5:00  | Цюрих, Швейцария          |            |
| Победа    | 21-6   | Даниал Шарифи              | Удушающий приём «гильотина»           | M-1 Challenge 18: Netherlands Day One            | 15 августа 2009  | 1     | 2:53  | Хилверсюм, Нидерланды     |            |
| Победа    | 20-6   | Жимми Сидони               | Технический нокаут ударами руками     | TFS: Mix Fight Gala 8                            | 9 мая 2009       | 1     | 2:32  | Дармштадт, Германия       |            |
| Победа    | 19-6   | Фатих Доган                | Удушающий приём «дарс чоук»           | M-1 Challenge 13: Bulgaria                       | 28 марта 2009    | 1     | 2:29  | Бургас, Болгария          |            |
| Поражение | 18-6   | Питер Ирвинг               | Удушение сзади                        | Strike and Submit 8                              | 26 октября 2008  | 2     | 1:47  | Гейтсхед, Англия          |            |
| Поражение | 18-5   | Дэн Харди                  | Технический нокаут ударами локтями    | UF: Punishment                                   | 3 мая 2008       | 2     | N/A   | Донкастер, Англия         |            |
| Победа    | 18-4   | Иан Джонс                  | Рычаг локтя                           | Gorilla Fight 2                                  | 5 апреля 2008    | 1     | 2:38  | Мангейм, Германия         |            |
| Поражение | 17-4   | Янсон Йонес                | Технический нокаут рукой и коленом    | M-1: Slamm                                       | 2 марта 2008     | 1     | 0:06  | Алмере, Нидерланды        |            |
| Победа    | 17-3   | Чес Жаккье                 | Удушающий приём                       | TFS: Mix Fight Gala VI                           | 25 ноября 2007   | 1     | 0:00  | Дармштадт, Германия       |            |
| Победа    | 16-3   | Фатих Балки                | Удушающий приём «треугольник»         | Stapel Fighting Challenge                        | 29 апреля 2007   | 1     | 0:00  | Германия                  |            |
| Поражение | 15-3   | Пол Дейли                  | Нокаут ударом коленом                 | FX3: Fight Night 4                               | 10 марта 2007    | 1     | 2:55  | Рединг, Англия            |            |
| Победа    | 15-2   | Амир Лекай                 | Удушающий приём «кимура»              | Martial Arts Xtreme 8                            | 25 ноября 2006   | 1     | 0:00  | Берлин, Германия          |            |
| Победа    | 14-2   | Марсело Лопес              | Раздельное решение судей              | Martial Arts Xtreme 6                            | 11 ноября 2006   | 3     | 3:00  | Берлин, Германия          |            |
| Победа    | 13-2   | Хуго Блаттер               | Удушение сзади                        | Martial Arts Xtreme 4                            | 28 октября 2006  | 1     | 2:47  | Берлин, Германия          |            |
| Победа    | 12-2   | Жозенилдо Рамальу          | Решение большинства судей             | CWFC: Strike Force 6                             | 27 мая 2006      | 3     | 5:00  | Ковентри, Англия          |            |
| Победа    | 11-2   | Деннис Зифер               | Удушение сзади                        | TFS: Mix Fight Gala 3                            | 6 мая 2006       | 2     | N/A   | Дармштадт, Германия       |            |
| Поражение | 10-2   | Тиагу Таварис              | Удушающий приём «гильотина»           | CWFC: Enter the Wolfslair                        | 5 марта 2006     | 3     | 4:47  | Ливерпуль, Англия         |            |
| Победа    | 10-1   | Йохан Антонссон            | Удушение сзади                        | EVT 5: Phoenix                                   | 8 октября 2005   | 1     | 3:41  | Швеция                    |            |
| Победа    | 9-1    | Борис Жонстом              | Удушение сзади                        | EVT 5: Phoenix                                   | 8 октября 2005   | 2     | 2:12  | Швеция                    |            |
| Победа    | 8-1    | Майк Лусеро                | Удушающий приём «гильотина»           | KOTC 55: Grudge Match                            | 17 июня 2005     | 1     | 3:41  | Альбукерке, США           |            |
| Победа    | 7-1    | Йоаким Энгберг             | Единогласное решение судей            | EVT 4: Gladiators                                | 17 сентября 2004 | 3     | 5:00  | Стокгольм, Швеция         |            |
| Победа    | 6-1    | Абдул Мухаммед             | Единогласное решение судей            | P & G 3: Glory Days                              | 7 августа 2004   | 3     | 5:00  | Ньюкасл-апон-Тайн, Англия |            |
| Победа    | 5-1    | Газ Рористон               | Болевой приём «американа»             | EVT 3: Inferno                                   | 22 мая 2004      | 2     | 1:57  | Копенгаген, Дания         |            |
| Поражение | 4-1    | Маттиас Авад               | Единогласное решение судей            | EVT 2: Hazard                                    | 4 апреля 2004    | 3     | 5:00  | Стокгольм, Швеция         |            |
| Победа    | 4-0    | Мальте Янсен               | Нокаут ударом ногой                   | Outsider Cup 2                                   | 28 февраля 2004  | 2     | 0:13  | Люббекке, Германия        |            |
| Победа    | 3-0    | Масая Такита               | Единогласное решение судей            | Shooto: 11/25 in Kitazawa Town Hall              | 25 ноября 2003   | 2     | 5:00  | Токио, Япония             |            |
| Победа    | 2-0    | Эдуарду Гимараэс           | Нокаут ударом коленом                 | Shooto Holland: Holland vs. the World            | 12 апреля 2003   | 1     | 2:50  | Голландия, Нидерланды     |            |
| Победа    | 1-0    | Винсент Латоэль            | Рычаг локтя                           | Shooto Holland: The Lords of the Ring            | 12 мая 2002      | 1     | 1:48  | Голландия, Нидерланды     |            |